# Божувка
Божувка (пол. Bożówka) — село в Польщі, у гміні Маґнушев Козеницького повіту Мазовецького воєводства.
Населення — 111 осіб (2011).
У 1975-1998 роках село належало до Радомського воєводства.

## Демографія
Демографічна структура станом на 31 березня 2011 року:
|          | Загалом | Допрацездатний вік | Працездатний вік | Постпрацездатний вік |
| -------- | ------- | ------------------ | ---------------- | -------------------- |
| Чоловіки | 52      | 10                 | 36               | 6                    |
| Жінки    | 59      | 12                 | 35               | 12                   |
| Разом    | 111     | 22                 | 71               | 18                   |